# Горный (Брянская область)
Горный — поселок в Стародубском муниципальном округе Брянской области.

## География
Находится в южной части Брянской области на расстоянии приблизительно 24 км на северо-восток от районного центра города Стародуб.

## История
Известен с конца 1920-х годов. До 1964 года также назывался Ковалёвский. На карте 1941 года был отмечен как безымянное поселение с 27 дворами. До 2019 года входил в состав Гарцевского сельского поселения Стародубского района, с 2019 по 2020 в Меленское сельское поселение до его упразднения.

## Население
Численность населения: 30 человек в 2002 году (русские 97 %), 8 в 2010.